# Invocabit
Invocabit (Latijn voor 'Roept hij Mij aan') is de eerste zondag in de Veertigdagentijd, een periode van bezinning in het christendom als voorbereiding op het Paasfeest.
Invocabit wordt genoemd naar de eerste woorden uit de Introïtus voor deze zondag: Psalm 91:15:
| Latijn | Nederlands |
| --- | --- |
| Invocabit me et exaudiam eum cum ipso ero in tribulatione eruam eum et glorificabo longitudine dierum implebo illum et ostendam ei salutare meum. | Roept hij Mij aan, dan antwoord Ik, is hij in angst en vreze, dan kom Ik nog dat ogenblik om hem nabij te wezen. |